# Saturn Award du meilleur jeune acteur
Le Saturn Award du meilleur jeune acteur (Saturn Award for Best Performance by a Younger Actor) est une récompense cinématographique américaine décernée chaque année depuis 1985 par l'Académie des films de science-fiction, fantastique et horreur (Academy of Science Fiction Fantasy & Horror Films) pour récompenser la meilleure prestation d'un jeune acteur ou d'une jeune actrice dans un film de science-fiction, fantastique ou d'horreur.

## Palmarès
Note : L'année indiquée est celle de la cérémonie, récompensant les films sortis au cours de l'année précédente. Les lauréats sont indiqués en tête de chaque catégorie et en caractères gras. Les titres originaux sont précisés entre parenthèses, sauf s'ils correspondent au titre en français.
Exceptionnellement, il n'y a pas eu de cérémonie en 1989. La cérémonie de 1990 a récompensé les films sortis en 1988, celle de 1991 ceux sortis en 1989-90.

### Années 1980
- 1985 : Noah Hathaway pour L'Histoire sans fin (The Neverending Story)
  - Drew Barrymore pour Charlie
  - Jsu Garcia pour Les Griffes de la nuit (A Nightmare on Elm Street)
  - Corey Feldman pour Gremlins
  - Jonathan Ke Quan pour Indiana Jones et le Temple maudit (Indiana Jones and the Temple of Doom)
- 1986 : Barret Oliver pour D.A.R.Y.L.
  - Fairuza Balk pour Oz, un monde extraordinaire (Return to Oz)
  - Jeff Cohen pour Les Goonies (The Goonies)
  - Ilan Mitchell-Smith pour Une créature de rêve (Weird Science)
  - Amelia Shankley pour Dreamchild
- 1987 : Carrie Henn pour Aliens, le retour (Aliens)
  - Joey Cramer pour Le Vol du Navigateur (Flight of the Navigator) 
  - Lucy Deakins pour La Tête dans les nuages (The Boy Who Could Fly)
  - Scott Grimes pour Critters
  - Jay Underwood pour La Tête dans les nuages (The Boy Who Could Fly)
- 1988 : Kirk Cameron pour Mon Père c'est moi
  - Scott Curtis pour Cameron's Closet
  - Stephen Dorff pour The Gate  (La Fissure au Québec)
  - Andre Gower pour The Monster Squad
  - Corey Haim pour Génération perdue (The Lost Boys)
  - Joshua John Miller pour Aux frontières de l'aube (Near Dark)
- 1989 : Pas de cérémonie

### Années 1990
- 1990 : Fred Savage pour Vice Versa
  - Warwick Davis pour Willow
  - Rodney Eastman pour Deadly Weapon
  - Lukas Haas pour Les Fantômes d'Halloween
  - Corey Haim pour Watchers
  - Jared Rushton pour Big
  - Alex Vincent pour Jeu d'enfant
- 1991 : Adan Jodorowsky pour Santa sangre
  - Thomas Wilson Brown pour Chérie, j'ai rétréci les gosses
  - Gabriel Damon pour RoboCop 2
  - Jasen Fisher pour Les Sorcières
  - Charlie Korsmo pour Dick Tracy
  - Bryan Madorsky pour Parents
  - Robert Oliveri pour Chérie, j'ai rétréci les gosses
  - Jared Rushton pour Chérie, j'ai rétréci les gosses
  - Faviola Elenka Tapia pour Santa sangre
- 1992 : Edward Furlong pour Terminator 2 : Le Jugement dernier
  - Jonathan Brandis pour L'Histoire sans fin 2 : Un nouveau chapitre
  - Chris Demetral pour Dolly
  - Corey Haim pour Prayer of the Rollerboys
  - Candace Hutson pour Dolly
  - Joshua John Miller pour Newman
  - Justin Whalin pour Chucky 3
- 1993 : Scott Weinger pour Aladdin
  - Brandon Quintin Adams pour Le Sous-sol de la peur
  - Edward Furlong pour Simetierre 2
  - Robert Oliveri pour Chérie, j'ai agrandi le bébé
  - Christina Ricci pour La Famille Addams
  - Daniel Shalikar et Joshua Shalikar pour Chérie, j'ai agrandi le bébé
- 1994 : Elijah Wood pour Le Bon Fils
  - Jesse Cameron-Glickenhaus pour Le Triomphe des innocents
  - Manuel Colao pour La Course de l'innocent
  - Joseph Mazzello pour Jurassic Park
  - Austin O'Brien pour Last Action Hero
  - Christina Ricci pour Les Valeurs de la famille Addams
  - Ariana Richards pour Jurassic Park
- 1995 : Kirsten Dunst pour Entretien avec un vampire
  - Luke Edwards pour Little Big League
  - Miko Hughes pour Freddy sort de la nuit
  - Joseph Gordon-Levitt pour Une équipe aux anges
  - Jonathan Taylor Thomas pour Le Roi lion
  - Elijah Wood pour L'Irrésistible North
- 1996 : Christina Ricci pour Casper
  - Kirsten Dunst pour Jumanji
  - Bradley Pierce pour Jumanji
  - Max Pomeranc pour Fluke
  - Hal Scardino pour L'Indien du placard
  - Judith Vittet pour La Cité des enfants perdus
- 1997 : Lucas Black pour Sling Blade
  - Kevin Bishop pour L'Île au trésor des Muppets
  - Lukas Haas pour Mars Attacks!
  - James Duval pour Independence Day
  - Jonathan Taylor Thomas pour Pinocchio
  - Mara Wilson pour Matilda
- 1998 : Jena Malone pour Contact
  - Vanessa Lee Chester pour Le Monde perdu : Jurassic Park
  - Alexander Goodwin pour Mimic
  - Sam Huntington pour Un Indien à New York
  - Dominique Swain pour Volte-face
  - Mara Wilson pour La Guerre des fées
- 1999 : Tobey Maguire pour Pleasantville
  - Brad Renfro pour Un élève doué
  - Katie Holmes pour Comportements troublants (Disturbing Behavior)
  - Josh Hartnett pour The Faculty
  - Jack Johnson pour Perdus dans l'espace
  - Alicia Witt pour Urban Legend

### Années 2000
- 2000 : Haley Joel Osment pour Sixième Sens
  - Emily Bergl pour Carrie 2 (The Rage: Carrie 2)
  - Jake Lloyd pour Star Wars, épisode I : La Menace fantôme
  - Justin Long pour Galaxy Quest
  - Natalie Portman pour Star Wars, épisode I : La Menace fantôme
  - Devon Sawa pour La Main qui tue
- 2001 : Devon Sawa pour Destination finale
  - Holliston Coleman pour L'Élue
  - Taylor Momsen pour Le Grinch
  - Spencer Breslin pour Sale Môme
  - Jonathan Lipnicki pour Le Petit Vampire
  - Anna Paquin pour X-Men
- 2002 : Haley Joel Osment (2) pour A.I. Intelligence artificielle
  - Daniel Radcliffe pour Harry Potter à l'école des sorciers
  - Emma Watson pour Harry Potter à l'école des sorciers
  - Justin Long pour Jeepers Creepers : Le Chant du Diable
  - Freddie Boath pour Le Retour de la momie
  - Alakina Mann pour Les Autres
- 2003 : Tyler Hoechlin pour Les Sentiers de la perdition
  - Jeremy Sumpter pour Emprise
  - Daniel Radcliffe pour Harry Potter et la Chambre des secrets
  - Elijah Wood pour Le Seigneur des anneaux : Les Deux Tours
  - Hayden Christensen pour Star Wars, épisode II : L'Attaque des clones
  - Alexis Bledel pour Tuck Everlasting
- 2004 : Jeremy Sumpter pour Peter Pan
  - Frankie Muniz pour Cody Banks, agent secret
  - Lindsay Lohan pour Freaky Friday : Dans la peau de ma mère
  - Sosuke Ikematsu pour Le Dernier Samouraï
  - Jenna Boyd pour Les Disparues
  - Rachel Hurd-Wood pour Peter Pan
- 2005 : Emmy Rossum pour Le Fantôme de l'Opéra
  - Cameron Bright pour Birth
  - Freddie Highmore pour Neverland
  - Daniel Radcliffe pour Harry Potter et le Prisonnier d'Azkaban
  - Perla Haney-Jardine pour Kill Bill, volume 2
  - Jonathan Jackson pour Riding the Bullet
- 2006 : Dakota Fanning pour La Guerre des mondes
  - Freddie Highmore pour Charlie et la Chocolaterie
  - William Moseley pour Le Monde de Narnia : Le Lion, la Sorcière blanche et l'Armoire magique
  - Daniel Radcliffe pour Harry Potter et la Coupe de feu
  - Alex Etel pour Millions
  - Josh Hutcherson pour Zathura : Une aventure spatiale
- 2007 : Ivana Baquero pour Le Labyrinthe de Pan
  - Edward Speleers pour Eragon
  - Ko Ah-seong pour The Host
  - Mitchel Musso pour Monster House
  - Tristan Lake Leabu pour Superman Returns
  - Jodelle Ferland pour Tideland
- 2008 : Freddie Highmore pour August Rush
  - Josh Hutcherson pour Le Secret de Terabithia
  - Dakota Blue Richards pour À la croisée des mondes : La Boussole d'or
  - Daniel Radcliffe pour Harry Potter et l'Ordre du phénix
  - Rhiannon Leigh Wryn pour Mimzy, le messager du futur
  - Alex Etel pour Le Dragon des mers : La Dernière Légende
- 2009 : Jaden Smith pour Le Jour où la Terre s'arrêta
  - Brandon Walters pour Australia
  - Lina Leandersson pour Morse
  - Dev Patel pour Slumdog Millionaire
  - Catinca Untaru pour The Fall
  - Freddie Highmore pour Les Chroniques de Spiderwick

### Années 2010
- 2010 : Saoirse Ronan pour Lovely Bones
  - Bailee Madison pour Brothers
  - Taylor Lautner pour Twilight, chapitre II : Tentation
  - Kodi Smit-McPhee pour La Route
  - Brooklynn Proulx pour Hors du temps
  - Max Records pour Max et les Maximonstres
- 2011 : Chloë Moretz pour Laisse-moi entrer
  - Logan Lerman pour Percy Jackson : Le Voleur de foudre
  - George McLaren et Frankie McLaren pour Au-delà
  - Kodi Smit-McPhee pour Laisse-moi entrer
  - Will Poulter pour Le Monde de Narnia : L'Odyssée du Passeur d'Aurore
  - Hailee Steinfeld pour True Grit
  - Charlie Tahan pour Le Secret de Charlie
- 2012 : Joel Courtney pour Super 8
  - Asa Butterfield pour Hugo Cabret
  - Elle Fanning pour Super 8
  - Dakota Goyo pour Real Steel
  - Chloë Moretz pour Hugo Cabret
  - Saoirse Ronan pour Hanna
- 2013 : Suraj Sharma pour L'Odyssée de Pi
  - CJ Adams pour La Drôle de vie de Timothy Green
  - Tom Holland pour The Impossible
  - Daniel Huttlestone pour Les Misérables
  - Chloë Moretz pour Dark Shadows
  - Quvenzhané Wallis pour Les Bêtes du sud sauvage
- 2014 : Chloë Moretz pour le rôle de Carrie White dans Carrie : La Vengeance
  - Asa Butterfield pour 'La Stratégie Ender
  - Sophie Nélisse pour La Voleuse de livres
  - Saoirse Ronan pour Maintenant c'est ma vie
  - Ty Simpkins pour Iron Man 3
  - Dylan Sprayberry pour Man of Steel
- 2015 : Mackenzie Foy – Interstellar
  - Elle Fanning – Maléfique
  - Chloë Grace Moretz – The Equalizer
  - Tony Revolori – The Grand Budapest Hotel
  - Kodi Smit-McPhee – La Planète des singes : L'Affrontement
  - Noah Wiseman – The Babadook
- 2016 : Ty Simpkins – Jurassic World
  - Elias Schwarz et Lukas Schwarz – Goodnight Mommy
  - Jacob Tremblay – Room
  - James Freedson-Jackson – Cop Car
  - Milo Parker – Mr. Holmes
  - Olivia DeJonge – The Visit
- 2017 : Tom Holland pour Captain America: Civil War
  - Ruby Barnhill pour Le Bon Gros Géant
  - Julian Dennison pour Hunt for the Wilderpeople
  - Lewis MacDougall pour Quelques minutes après minuit
  - Neel Sethi pour Le Livre de la jungle
  - Anya Taylor-Joy pour The Witch
- 2018 : Tom Holland – Spider-Man: Homecoming
  - Dafne Keen – Logan
  - Sophia Lillis – Ça
  - Millicent Simmonds – Le Musée des Merveilles
  - Jacob Tremblay – Wonder
  - Letitia Wright – Black Panther
  - Zendaya – Spider-Man: Homecoming
- 2019 : Tom Holland – Spider-Man: Far From Home : Peter Parker / Spider-Man
  - Evan Alex – Us : Jason Wilson / Pluton
  - Asher Angel – Shazam! : William "Billy" Batson
  - Millie Bobby Brown – Godzilla 2 : Roi des monstres : Madison Russell
  - Jack Dylan Grazer – Shazam! : Frederick "Freddy" Freeman
  - Shahadi Wright Joseph – Us : Zora Wilson / Umbrae
  - Millicent Simmonds – Sans un bruit : Regan Abbott
- 2020 : Kyliegh Curran – Doctor Sleep : Abra Stone
  - Ella Jay Basco – Birds of Prey : Cassandra Cain
  - Julia Butters – Once Upon a Time… in Hollywood : Trudi Fraser
  - Roman Griffin Davis – Jojo Rabbit : Johannes 'Jojo' Betzler
  - Lexy Kolker – Freaks : Chloe Lewis
  - JD McCrary – Le Roi lion : Simba

### Années 2020
- 2021 : Kyliegh Curran – Doctor Sleep
  - Ella Jay Basco – Birds of Prey
  - Julia Butters – Once Upon a Time… in Hollywood
  - Roman Griffin Davis – Jojo Rabbit
  - Lexy Kolker – Freaks
  - JD McCrary – Le Roi lion
- 2022 : Finn Wolfhard – SOS Fantômes : L'Héritage
  - Noah Jupe – Sans un bruit 2
  - Madeleine McGraw – Black Phone
  - Millicent Simmonds – Sans un bruit 2
  - Mason Thames – Black Phone
  - Jacob Tremblay – Luca

- 2024 : Xolo Maridueña pour Blue Beetle

- 2025 : Jenna Ortega – Beetlejuice Beetlejuice
  - Freya Allan – La Planète des singes : Le Nouveau Royaume
  - Mckenna Grace – SOS Fantômes : La Menace de glace
  - Kaylee Hottle – Godzilla x Kong: The New Empire
  - Calah Lane – Wonka
  - Alisha Weir – Abigail
  - Rachel Zegler – Hunger Games : La Ballade du serpent et de l'oiseau chanteur